# 3739 Rem
A 3739 Rem (ideiglenes jelöléssel 1977 RE2) a Naprendszer kisbolygóövében található aszteroida. Nyikolaj Sztyepanovics Csernih fedezte fel 1977. szeptember 8-án.